# Sutkivți, Iarmolînți
Sutkivți (în ucraineană Сутківці) este localitatea de reședință a comunei Sutkivți din raionul Iarmolînți, regiunea Hmelnîțkîi, Ucraina.

## Demografie
Componența lingvistică a localității Sutkivți
     Ucraineană (97,84%)
     Alte limbi (0,64%)
Conform recensământului din 2001, majoritatea populației localității Sutkivți era vorbitoare de ucraineană (97,84%), existând în minoritate și vorbitori de armeană (1,52%).